# هاي فايف (مسرحية)
مسرحية هاي فايف بطولة الفنان عبد الرحمن العقل)،(الفنان شعبان عباس)،(بلال الشامي)،(نسريم)،(اريج)،(خالد العجيرب).
بداية المسرحية كانت أول أيام العيد. بما كان تشكيلة الفريق التمثثلي الذي جعل هذه المسرحية جيدة. عرضت في مسرح مركز تنمية المجتمع بمنطقة الزهراء في مدينة الكويت.

## روابط خارجية
- مسرحية:: هاي فايف، عدسة الكويت.